# スティーブ・デイビス
スティーブ・デイビス（Steve Davis OBE、1957年8月22日 - ）は、イギリスのプロビリヤード選手。ロンドン出身。
スヌーカー界の伝説的プレーヤーの一人で、世界スヌーカー選手権を6回制覇している一方で、1990年代以降ナインボールの世界でも活躍している。

## 略歴

### スヌーカー
12歳でスヌーカーを始め、1976年にイギリスのU-19ビリヤード選手権に勝利。1978年にプロに転向し、翌1979年には早くも世界選手権に出場を果たすが、1回戦でデニス・テイラーに敗北。
翌1980年には、前年の世界チャンピオンであるテリー・グリフィスを破るなどの活躍で準々決勝まで進出したほか、UKチャンピオンシップを制し初のメジャータイトルを獲得。1981年には世界選手権を初制覇し、以後1983年・1984年・1987年・1988年・1989年と世界選手権を6回制覇。プレミアスヌーカーリーグでも1987年〜1990年にかけて4連覇を達成するなど、文字通り1980年代のプロスヌーカー界を代表するプレイヤーとなった。
ただ一般には、1985年の世界選手権決勝においてデニス・テイラーと演じた死闘が伝説として語られている。18フレーム先取で争われる決勝において、デイビスとテイラーは抜きつ抜かれつの接戦を演じた結果17-17のタイスコアで最終フレームに突入。ここでテイラーが黒のカラーボールを残し、この黒球をポットした方が優勝という事態になったが、数回セフティの応酬があった後にデイビスがミスショットを犯し、最終的にテイラーが黒球をポットし優勝。この瞬間（午前0時20分）のBBCのテレビ中継の視聴者数は1850万人に及び、イギリスにおける深夜放送視聴者数の記録となっているほか、2002年にイギリスのチャンネル4が行った「スポーツにおける最も偉大な瞬間」投票において第9位に選ばれた。
1990年代以降はジミー・ホワイト、スティーブン・ヘンドリーらの台頭により、デイビスは世界選手権の優勝からは遠ざかっているが、以後もスヌーカー界のトッププレイヤーとして活躍を続けた。2007 - 2008シーズン終了時までスヌーカー世界ランキングのトップ16を維持し続けてきたものの、さすがに年齢による衰えは否めず、2008 - 2009シーズン終了時のランキングでは29位となりトップ16から転落してしまった。
2013 - 2014シーズンを最後にスヌーカーツアーからの引退を表明。しかし世界プロフェッショナルビリヤード・スヌーカー連盟（WPBSA）では、長年のスヌーカー界への貢献を考慮しデイビスに事実上の永久シード権を与え、世界選手権を含むランキングイベントに今後も（本人が望めば）出場できることになった（他にスティーブン・ヘンドリー、ジェームズ・ワタナにも同様の権利が贈られている）。引退後はイギリス各地でスヌーカー選手向けの指導を行う教室を開いており、各地を巡回しながら後進の指導に当たっている。

### ナインボール
1994年にデイビスはナインボールの世界に進出し、ゴルフのライダーカップに範を取って同年にスタートした、欧州とアメリカのチーム対抗戦であるモスコニ・カップに参加。1995年と2002年には欧州チームの一員としてモスコニ・カップの勝利に貢献した。
以後スヌーカーのオフシーズンを中心に、世界ナインボール選手権などナインボールの大会にも参加し続けている。

### その他
1988年にはBBC・スポーツ・パーソナリティ・オブ・ザ・イヤー賞に選ばれたほか、大英帝国勲章の一つであるMBEを受章。2001年にはOBEを受章している。
またビリヤード以外の世界でもデイビスは活躍しており、1983年にはイギリスのチャンネル4で「The Steve Davis Sports Quiz」のホストを務めたほか、後にイギリスのラジオ局・The Superstationで「Steve Davis' Interesting Soul」という音楽番組も担当していた。チェスプレイヤーとしても有名で、一時英国チェス連盟の会長を務めていたこともある。近年はポーカープレイヤーとしても大会に出場したりしている。